# Rossano Brasi
Rossano Brasi (Bèrgam, 3 de juny de 1972) va ser un ciclista italià, que fou professional entre 1995 i 2002. En el seu palmarès trobem molt poques victòries, però una d'elles és la primera edició de la HEW Cyclassics, el 1996.

## Palmarès
- 1989
  -  Campió del món júnior en contrarellotge per equips (amb Andrea Peron, Davide Rebellin i Cristian Salvato)
- 1993
  -  Campió del món amateur de CRE (amb Gianfranco Contri, Cristian Salvato i Rosario Fina)
- 1995
  - 1r al Scheldeprijs
- 1996
  - 1r a la HEW Cyclassics

### Resultats al Tour de França
- 1995. 102è de la classificació general
- 1996. 97è de la classificació general
- 1997. 130è de la classificació general
- 1998. 82è de la classificació general
- 1999. 127è de la classificació general
- 2000. Suspés per (hematòcrit superior al 50%)[1]

### Resultats a la Volta a Espanya
- 1999. 86è de la classificació general

### Resultats al Giro d'Itàlia
- 1997. 91è de la classificació general